# Championnat de France de Cricket masculin de D1 2021
 (septembre 2024).
Navigation
Édition précédente Édition suivante
La Superligue se composent en 2021 de 8 équipes se disputant ainsi le titre de Champion de France et le dernier est relégué en Ligue Nationale.

## Clubs édition 2021 Superligue
| - Balbyniens CC 93 - CC Saint-Brice 95 - Creil CC - Dreux CC - Paris Zalmi - PFC Sarcelles - Paris UC - Perf Squad FC |

## Phase finale Superligue

### Finale pour la 1re place
- Date     :
- Stade    : Dreux
- Arbitre  :
- Résultat : Creil CC - Dreux CC